# Oxford Blues
Pour plus de détails, voir Fiche technique et Distribution.
Oxford Blues est un film britannique réalisé par Robert Boris (en), sorti en 1984.

## Synopsis
Un jeune lutteur américain rencontre une riche héritière à Las Vegas. Il la suit en Angleterre et intègre Oxford et son équipe d'aviron pour la séduire.

## Fiche technique
- Titre : Oxford Blues
- Réalisation et scénario : Robert Boris (en)
- Production : Cassian Elwes, Elliott Kastner
- Musique : John Du Prez
- Année de production : 1984
- Durée : 97 minutes
- Pays :  Royaume-Uni
- Genre : Comédie dramatique
- Date de sortie :  États-Unis : 24 août 1984

## Distribution
- Rob Lowe
- Ally Sheedy
- Amanda Pays
- Julian Sands
- Julian Firth (en)
- Alan Howard
- Gail Strickland
- Michael Gough
- Aubrey Morris
- Cary Elwes
- Bruce Payne
- Anthony Calf
- Pip Torrens
- Peter Jason
- Peter-Hugo Daly
- Carrie Jones
- Charles Grant
- Chad Lowe